# Matrix (Album)
Matrix ist das zehnte Studioalbum der deutschen Pop- und Schlagersängerin Vanessa Mai aus dem Jahr 2024.

## Entstehung und Artwork

### Entstehung
Alle Lieder des Albums wurden von externen, wechselnden Autoren geschrieben. Während des Schreibprozesses arbeitete das Team von Vanessa Mai mit 20 Komponisten und Liedtextern zusammen. Die meisten Titel entstammen aus der Zusammenarbeit des Autorenduos Matthias Distel (Ikke Hüftgold) und Dominik de Leon, die sieben gemeinsame Autorenbeteiligungen stellen. Die zweitmeisten Titel wurden von dem in Berlin wirkenden Patrick Liegl (Patrick Gold) verfasst, der fünf Titel geschrieben hat. Je vier Lieder wurden von Florian Apfl, Stephan Endemann und Jan Niklas Simonsen geschrieben, je drei von Megan Ashworth, Berislaw Audenaerd und Vivien Behr sowie jeweils zwei von Steven Fritsch, Malin Metten und Hannes Sigl. Darüber hinaus verfassten acht Autoren lediglich einen Titel, darunter namhafte Musiker wie Niklas Brüsewitz und Nils Schedler vom deutschen DJ-Duo HBz, die britische Singer-Songwriterin Ashley Hicklin, die Berliner Singer-Songwriterin Vanessa Ulmer (Nessi) oder auch der Frankfurter Musikproduzent und -redakteur David Wessel (Mashup-Germany).
Ein Teil der Autoren zeichnete darüber hinaus auch für die Produktion verantwortlich. Mit Ausnahme des Titels Tragic (Never Let Go) wurden alle Lieder vom Regensburger Musikproduzenten Florian Apfl produziert, besagter Titel entstand unter der alleinigen Produktion des polnischen Musikers Mikołaj Trybulec (Tribbs). Außer bei Wait a Minute stand ihm jederzeit Dominik de Leon zur Seite. Zudem entstanden acht Produktionen in Zusammenarbeit mit Ikke Hüftgold sowie je fünf mit Stephan Endemann und Patrick Gold.
Für die Aufnahme zu Matrix tauschte Mai ihr komplettes Studioteam aus, mit allen beteiligten Autoren und Produzenten arbeitete sie erstmals an einem Album. Mit den Autoren und Produzenten Patrick Gold, Ikke Hüftgold, Dominik de Leon sowie Florian Apfl veröffentlichte sie im Vorfeld bereits die Single Geiles Life (Oktober 2023). Mit Ikke Hüftgold und Dominik de Leon erschien zudem die Single Igel (September 2023), die auch Teil von Ikke Hüftgolds Nummer-eins-Album Nummer eins war. Mit allen anderen arbeitete Mai zum ersten Mal zusammen. In einem Interview mit laut.de erläuterte Ikke Hüftgold, dass Vanessa Mai „frischen Wind“ gebraucht hätte. Darauf hätten sie sich getroffen und festgestellt, dass es menschlich und auf kreativer Ebene überragend funktioniere. Deshalb habe er uns sein Team schließlich das ganze Album produziert. Ob die Zusammenarbeit der beiden und Summerfield Records nicht auch ein Risiko für berge, verneinte Ikke Hüftgold: „Sie bleibt sich ja treu, schaut aber trotzdem über den Tellerrand hinaus, um auch mal andere Genres anzukratzen.“

### Artwork
Auf dem Frontcover des Albums ist – neben Künstlernamen und Albumtitel – Vanessa Mai zu sehen. Es zeigt sie mit dem Blick zur Kamera gerichtet, während sie auf einem Sofa kniet und sich mit ihren Ellenbogen sowie den gefalteten Händen auf der Rückenlehne abstützt. Neben dem Albumtitel und der Interpretenangabe befinden sich auch alle auf dem Album enthaltenen Titel, in senkrechter Schrift und in Kleinbuchstaben, auf dem Coverbild. Die Fotografie sowie sämtliche Fotos im beiliegenden Begleitheft tätigte der Berliner Fotograf Paul Hüttemann. Das Artwork-Konzept findet sich auch auf den Coverbildern zu den Singles Nicht von dieser Erde, Limited Edition, Löwenherz, Leb den Tag zweimal und Pink wieder.

## Veröffentlichung und Promotion

### Veröffentlichung
Die Erstveröffentlichung von Matrix erfolgte am 3. Mai 2024 bei Ariola (Katalognummer: 19658890322). Das Album setzt sich aus 13 Neukompositionen zusammen und erschien als CD, Download sowie Streaming. Bereits ab dem 19. Februar 2024 stand das Album zum Vorbestellen bereit. Für den Vertrieb zeichnete Sony Music Entertainment verantwortlich. Verlegt wurden die Titel durch 14 verschiedene Musikverlage, die meisten davon durch Edition Summerfield Tunes, die sich für den Verlag von sechs Liedern verantwortlich zeigten, knapp die Hälfte des Albums. Weitere Lieder wurden durch Universal Music Publishing (5 Titel), BMG Rights Management, Guesstimate Publishing und We Publish Music (je 3 Titel) sowie Das Maschine (2 Titel) verlegt. Vereinzelt sind auch namhafte Verleger wie Sony Music Publishing am Verlag beteiligt.
Am Tag der Erstveröffentlichung erschien das Album, neben der digitalen und physischen Standardversion, in acht weiteren limitierten physischen Ausführungen. Eine dieser Ausführungen beinhaltete neben der CD eine Eintrittskarte zur exklusiven „Unplugged Release Session“ in der Stuttgarter Porsche-Arena. Zwei Ausführungen beinhalten je ein T-Shirt als Merchandise-Beilage, hierbei standen ein graues oder weißes T-Shirt zur Verfügung. Eine weitere Variante mit einem Kleidungsstück war die Ausführung mit einem weißen Pullover als Beilage. Darüber hinaus erschien je eine Ausführung mit einem Becher-Set oder einem „Strand-Handtuch“. Zudem erschien das Album als Fanbox, der ein Aufkleber, Beutel mit Albumcoverfoto, Gitarrenplektren, Polaroids und Poster beigelegt wurden. Über den Onlineversandhändler Amazon erschien die Fanbox auch exklusiv mit einer persönlich signierten Autogrammkarte.

### Promotion

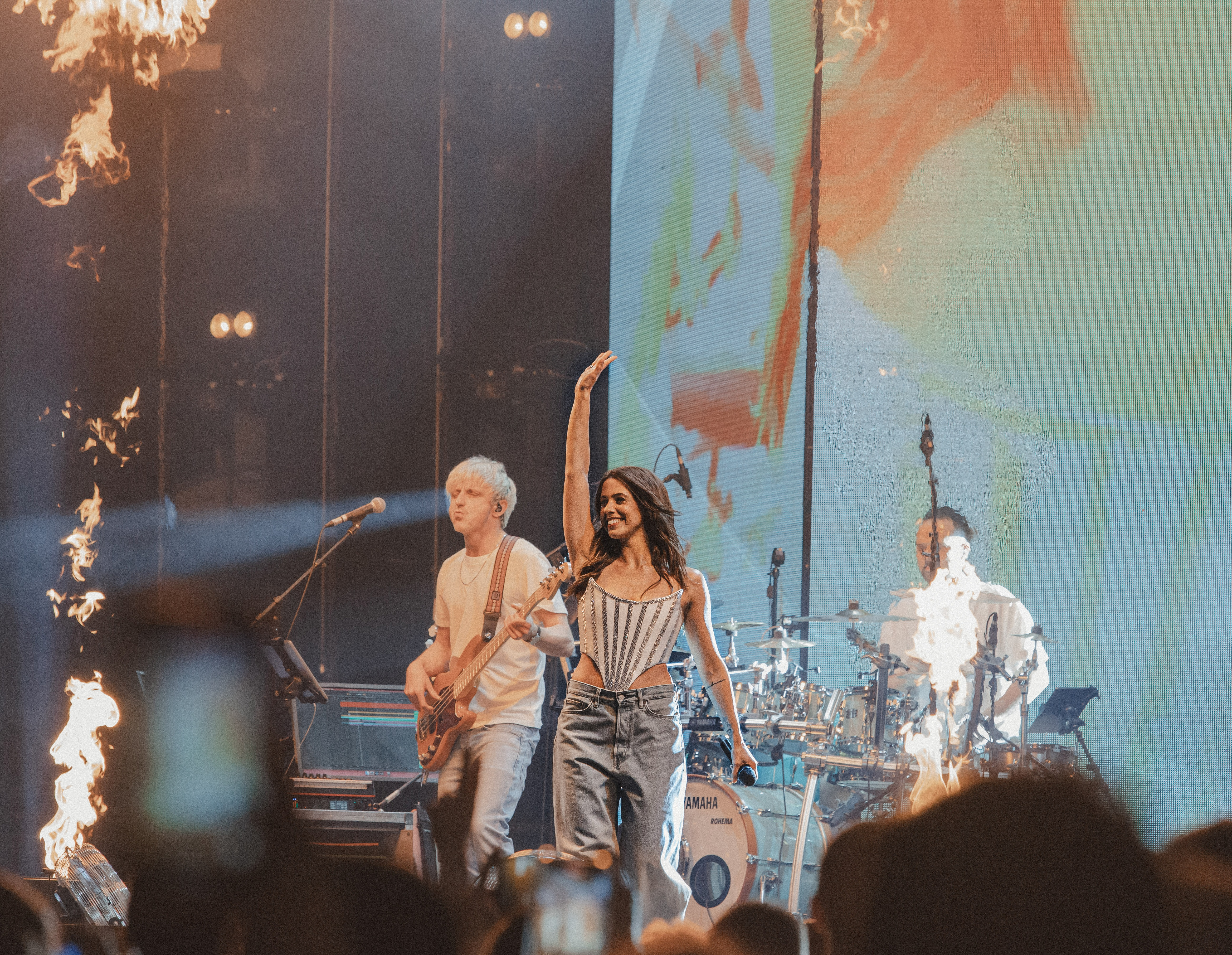
Vanessa Mai während Zuhause 2024 – Das Heimspiel live in Stuttgart.

Um das Album zu bewerben, erfolgte unter anderem ein Liveauftritt zur Hauptsendezeit mit Oben in der Giovanni Zarrella Show auf ZDF am 18. November 2023.

### Zuhause 2024 – Das Heimspiel live in Stuttgart
Einen Tag nach der Erstveröffentlichung präsentierte Mai das Album bei zwei Konzerten in der Stuttgarter Porsche-Arena. Am Mittag spielte sie dabei ein exklusives Akustikset in kleiner Runde für Fans, die die Karten in Verbindung mit einer limitierten Albumausgabe erworben hatten, der ein Ticket beilag. Am Abend erfolgte ein Livekonzert unter dem Motto „Zuhause 2024 – Das Heimspiel live in Stuttgart“, welches auch aufgezeichnet wurde. Hierbei präsentierte Mai eine Mischung aus neuen Titeln vom Album sowie ein Best of ihrer Karriere. Zu den Besonderheiten zählten unter anderem die Coverversionen zu Crazy in Love (Beyoncé feat. Jay-Z) und Need You Now (Lady A), die nicht als Aufnahme zu erwerben sind sowie die Coverversionen zu Irgendwie, irgendwo, irgendwann (Nena) und Ohne dich (schlaf ich heut Nacht nicht ein) (Münchener Freiheit), die schon Teil der Für Dich Tour und dem dazugehörigen Livealbum Für Dich – Live aus Berlin waren. Das Lied Löwenherz präsentierte Mai in akustischer Darbietung und begleitete sich dabei erstmals selbst mit der Gitarre. Darüber hinaus erfolgten Gastauftritte von Buddy, der mit Mai seinen Titel Ab in den Süden sang sowie Joel Brandenstein, mit dem sie erstmals ihr gemeinsames Duett Der Himmel reißt auf live im Duett sang. Im September 2024 erschien die Konzertaufzeichnungin in der ARD- und ZDFmediathek, darüber hinaus erfolgte am 21. September 2024 eine Ausstrahlung im SWR-Fernsehen.
Zwei Monate später ging Mai auf die sogenannte Zuhause bei Dir Tour, ihre fünfte eigenständige Konzertreihe, die sie zwischen dem 14. November bis 30. November 2024 durch neun deutsche Städte führte. Dort präsentierte sie allerdings eine Art Best Of, aus Matrix spielte sich lediglich den Titel Wir lieben das.

## Inhalt
Mit Ausnahme des englischsprachigen Titels Tragic (Never Let Go) (englisch für „Tragisch (Niemals loslassen)“) sind alle anderen Lieder in deutscher Sprache verfasst, auch wenn es sich bei Limited Edition (englisch für „Limitierte Auflage“) und Wait a Minute (englisch für „Warte eine Minute“) um englischsprachige Titelbezeichnungen handelt. Der eigentliche Inhalt dieser Liedtexte ist jedoch auf Deutsch. Die Texte und Kompositionen stammen von 16 verschiedenen Autoren, darunter Ikke Hüftgold und Dominik de Leon (je 7 Titel), Patrick Gold (5 Titel), oder auch Florian Apfl, Stephan Endemann und Jan Niklas Simonsen (je 4 Titel). Musikalisch bewegen sich die Lieder im Bereich des Dance und der Popmusik, mit Ausflügen in die elektronische Musik, wie der Hypertechno-Titel Tragic (Never Let Go). Im Titel Nicht von dieser Erde enden Teile des Postchorus mit einem „döp, dö-döp, döp-döp-döp“, einer Interpolation zu Better Off Alone von Alice DeeJay.
Inhaltlich zeichnet Matrix durch eine Mischung aus tanzbaren Klängen und tiefgründigen Texten aus, die von Vanessa Mais persönlichen Erfahrungen und den Themen inspiriert seien, die sie in den letzten Jahren geprägt hätten. So sei Limited Edition eine Hymne an das Streben nach dem Außergewöhnlichen, oder Löwenherz ein Aufruf dazu, mutig den eigenen Weg zu gehen. Nicht von dieser Erde sei eine „empowernde Hymne“ für alle, die sich als Außenseiter fühlen, während Leb den Tag zweimal das Leben im Hier und Jetzt feiere und dazu animiere, jeden Moment voll auszukosten. Wir lieben das sei ein rebellischer Titel, der dazu auffordere, gegen den Strom zu schwimmen und sich von gesellschaftlichen Erwartungen zu befreien. Mai selbst sagte zu der musikalischen Zusammenstellung, dass sie sich niemals die Freiheit nehmen lasse, einfach Musik zu machen und sich dabei nicht an Regeln halten zu müssen. Auf der Rückseite ihrer Matrix (Fanbox) beschreibt Mai das Album mit folgenden Worten:

„Es gibt Dinge die dir passieren, die vielleicht unfair sind… Dinge, die so nicht geplant waren. Die im ersten Moment vielleicht hinderlich erscheinen. Aber wichtig ist, wer du durch das was dir passiert, wirst. Wer du genau deshalb wirst. Du hast immer die Möglichkeit, die Geschichte zu deinen gunsten zu Ende zu schreiben… Willkommen in meiner Matrix.“

Nachdem auf dem vorangegangenen Album Hotel Tropicana (März 2023) kein Gastbeitrag vorhanden war, verfügt Matrix über zwei Gastauftritte. So nahm Vanessa Mai den Titel Pink mit dem deutschen DJ-Duo HBz auf sowie den Titel Tragic (Never Let Go) mit dem polnischen Musiker Tribbs. Allerdings handelt es sich bei beiden Liedern um keine gesanglichen Gastauftritte, die Beteiligten wirken lediglich an der Studioarbeit mit. Mit Tragic (Never Let Go) erschien erstmals ein englischsprachiger Titel auf einem Album von Mai. Es handelt sich dabei um die zweite offizielle englische Aufnahme von ihr, zuvor nahm sie für den Sampler Gottschalks große 68er Hits das Lied Everlasting Love von Robert Knight auf.
| #  | Titel                                | Autor(en) | Produzent(en)                                                    | Länge |
| -- | ------------------------------------ | --- | ---------------------------------------------------------------- | ----- |
| 1  | Leb den Tag zweimal                  | Florian Apfl, Matthias Distel, Dominik de Leon, Patrick Liegl, Malin Metten, Lucie Paradis                                                     | Florian Apfl, Dominik de Leon, Patrick Liegl                     | 2:51  |
| 2  | Wir lieben das                       | Berislaw Audenaerd, Vivien Behr, Matthias Distel, Dominik de Leon                                                                              | Florian Apfl, Matthias Distel, Dominik de Leon                   | 2:17  |
| 3  | Löwenherz                            | Vivien Behr, Matthias Distel, Dominik de Leon, Jan Niklas Simonsen                                                                             | Florian Apfl, Matthias Distel, Dominik de Leon                   | 3:18  |
| 4  | Limited Edition                      | Florian Apfl, Megan Ashworth, Patrick Liegl | Florian Apfl, Matthias Distel, Dominik de Leon, Patrick Liegl    | 2:12  |
| 5  | Nicht von dieser Erde                | Florian Apfl, Megan Ashworth, Patrick Liegl | Florian Apfl, Matthias Distel, Dominik de Leon, Patrick Liegl    | 2:25  |
| 6  | Jalousie                             | Matthias Distel, Stephan Endemann, Dominik de Leon, Malin Metten                                                                               | Florian Apfl, Matthias Distel, Stephan Endemann, Dominik de Leon | 2:35  |
| 7  | Oben                                 | Berislaw Audenaerd, Steven Fritsch, Hannes Sigl, Jan Niklas Simonsen                                                                           | Florian Apfl, Matthias Distel, Stephan Endemann, Dominik de Leon | 2:38  |
| 8  | Wie es war                           | Florian Apfl, Megan Ashworth, Patrick Liegl | Florian Apfl, Dominik de Leon, Patrick Liegl                     | 2:51  |
| 9  | Wait a Minute                        | Matthias Distel, Dominik de Leon, Patrick Liegl, Vanessa Ulmer                                                                                 | Florian Apfl, Patrick Liegl                                      | 2:53  |
| 10 | Unser Moment                         | Berislaw Audenaerd, Matthias Distel, Stephan Endemann, Dominik de Leon                                                                         | Florian Apfl, Matthias Distel, Stephan Endemann, Dominik de Leon | 2:50  |
| 11 | Pink (feat. HBz)                     | Vivien Behr, Niklas Brüsewitz, Stephan Endemann, Steven Fritsch, Nicolai Schanz, Nils Schedler, Hannes Sigl, Jan Niklas Simonsen, David Wessel | Florian Apfl, Matthias Distel, Stephan Endemann, Dominik de Leon | 2:19  |
| 12 | Matrix                               | Matthias Distel, Stephan Endemann, Dominik de Leon, Jan Niklas Simonsen                                                                        | Florian Apfl, Matthias Distel, Stephan Endemann, Dominik de Leon | 2:16  |
| 13 | Tragic (Never Let Go) (feat. Tribbs) | Ashley Hicklin, Mikołaj Trybulec | Mikołaj Trybulec                                                 | 1:50  |

## Singleauskopplungen
Aus dem Album wurden sieben Singles ausgekoppelt, die allesamt vor der Albumveröffentlichung erschienen sind und die offiziellen Singlecharts verfehlten. Diese erschienen in der Regel jeweils als Einzeltracks zum Download und Streaming.
Den Anfang machte Oben am 17. November 2023, eine Hommage an jene, die nicht mehr unter uns seien; und gleichzeitig eine Erinnerung daran, dass ihre Liebe und ihr Geist weiterlebe. Zwei Monate später erschien mit Nicht von dieser Erde die zweite Single am 12. Januar 2024. Inhaltlich geht es in dem Stück über die Befreiung von Selbstzweifeln und den Drang, sich von den eigenen und fremden Ansprüchen zu lösen. Die Single verfehlte den Einstieg in die Singlecharts, konnte sich jedoch auf Rang 96 der deutschen Downloadcharts (19. Januar 2024) platzieren. Am 9. Februar 2024 folgte Limited Edition, ein Titel darüber, dass man sich nicht mit dem nächstbesten zufriedengeben soll, sondern man sich nimmt und das tut, auf was man Lust hat („Nur das Beste mit den Besten, nur die Kirsche auf dem Eis. Ich hab‘ wirklich lang getestet und ich mag nur den geilen Scheiß“). Wiederum einen monat später am 8. März 2024 folgte Löwenherz, einem appelliert dazu, dass man nicht nur auf die innere Stimme hören, sondern dieser auch vertrauen solle; seinen Weg weiterzugehen und durchzuziehen – vor allem dann, wenn man fast am Ziel sei. Die Single verpasste den Einstieg in die Singlecharts, konnte sich jedoch auf Rang 19 der deutschen Konservativ Pop Airplaycharts platzieren (12. April 2024). Als fünfte Single wurde am 22. März 2024 Leb den Tag zweimal ausgekoppelt. Ein Lied, das sich mit der Endlichkeit des Lebens auseinandersetzt und dazu animieren soll, den Kopf auszuschalten und Erlebnisse oder gar Tage, die einem gefallen haben, zu wiederholen. Als sechste und siebte Singleauskopplung erschienen schließlich die Lieder Tragic (Never Let Go) und Pink. Zunächst erschien Tragic (Never Let Go) am 12. April 2024, eine Kollaboration mit dem polnischen Musiker Tribbs sowie letztendlich Pink am 2. Mai 2024, einem Tag vor der Albumveröffentlichung, mit dem deutschen DJ-Duo HBz.
Zu den Singleauskopplungen Nicht von dieser Erde und Pink erschienen zudem Musikvideos, die beide unter der Regie des Mannheimer Filmemachers Mikis Fontagnier entstanden sind.

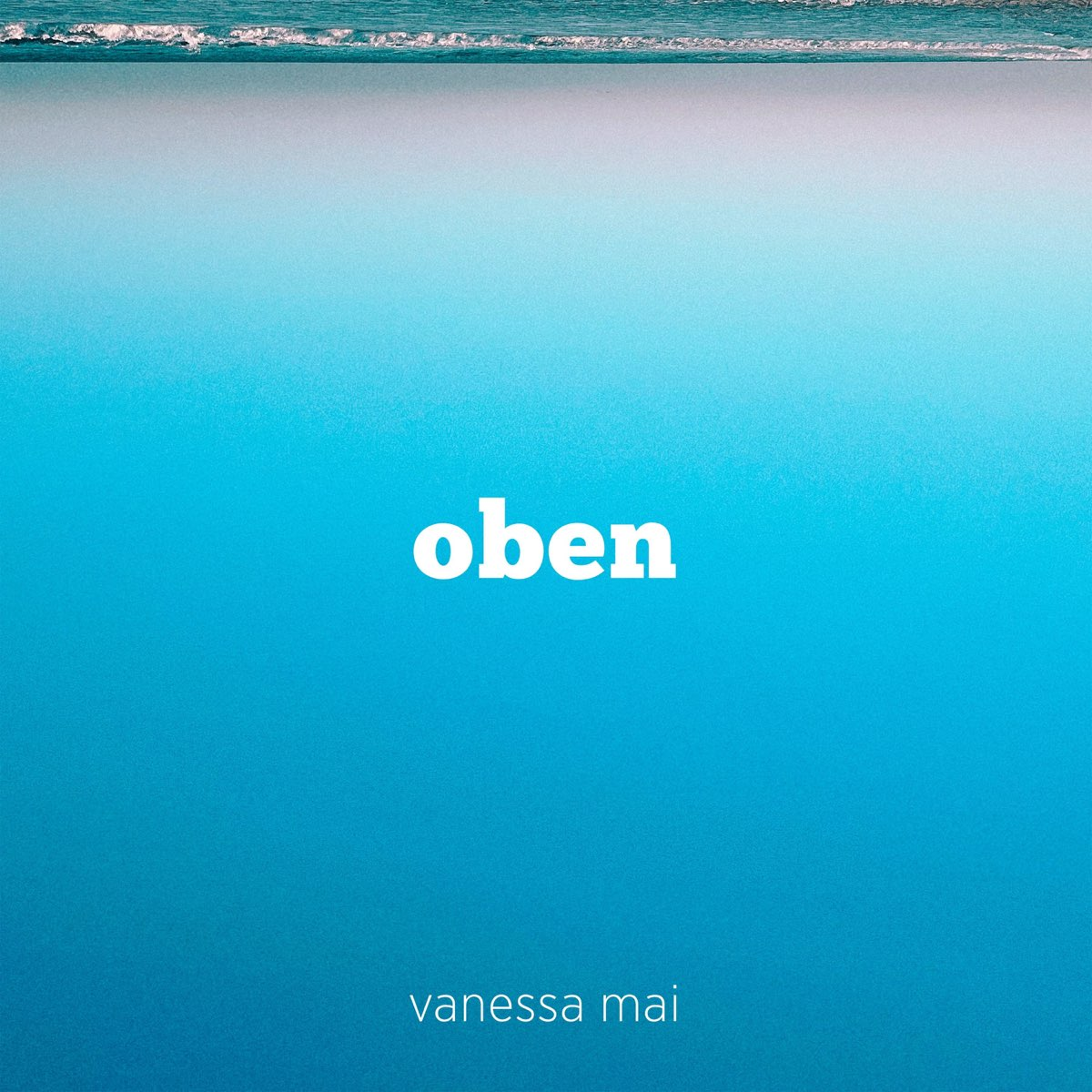
Oben Frontcover
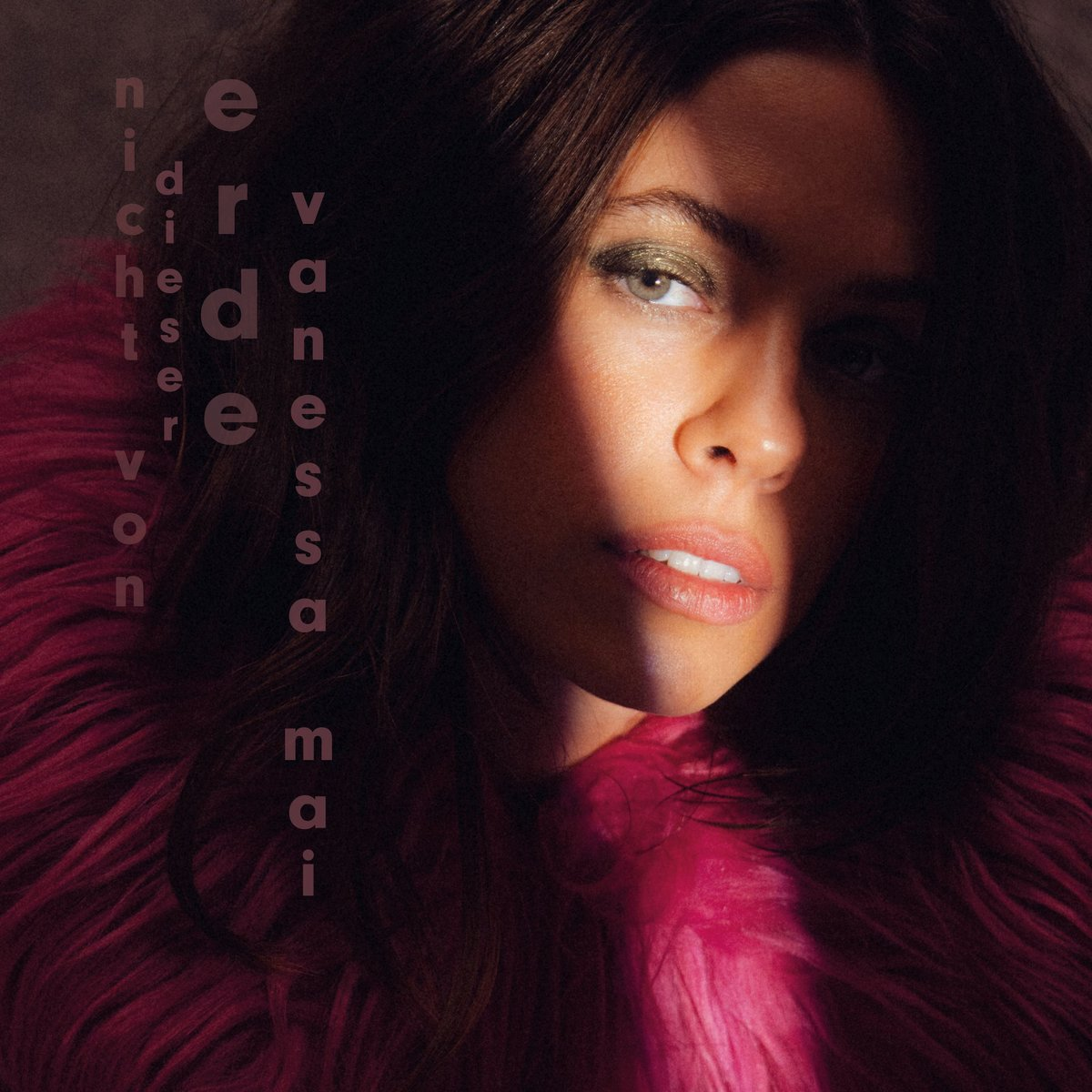
Nicht von dieser Erde Frontcover
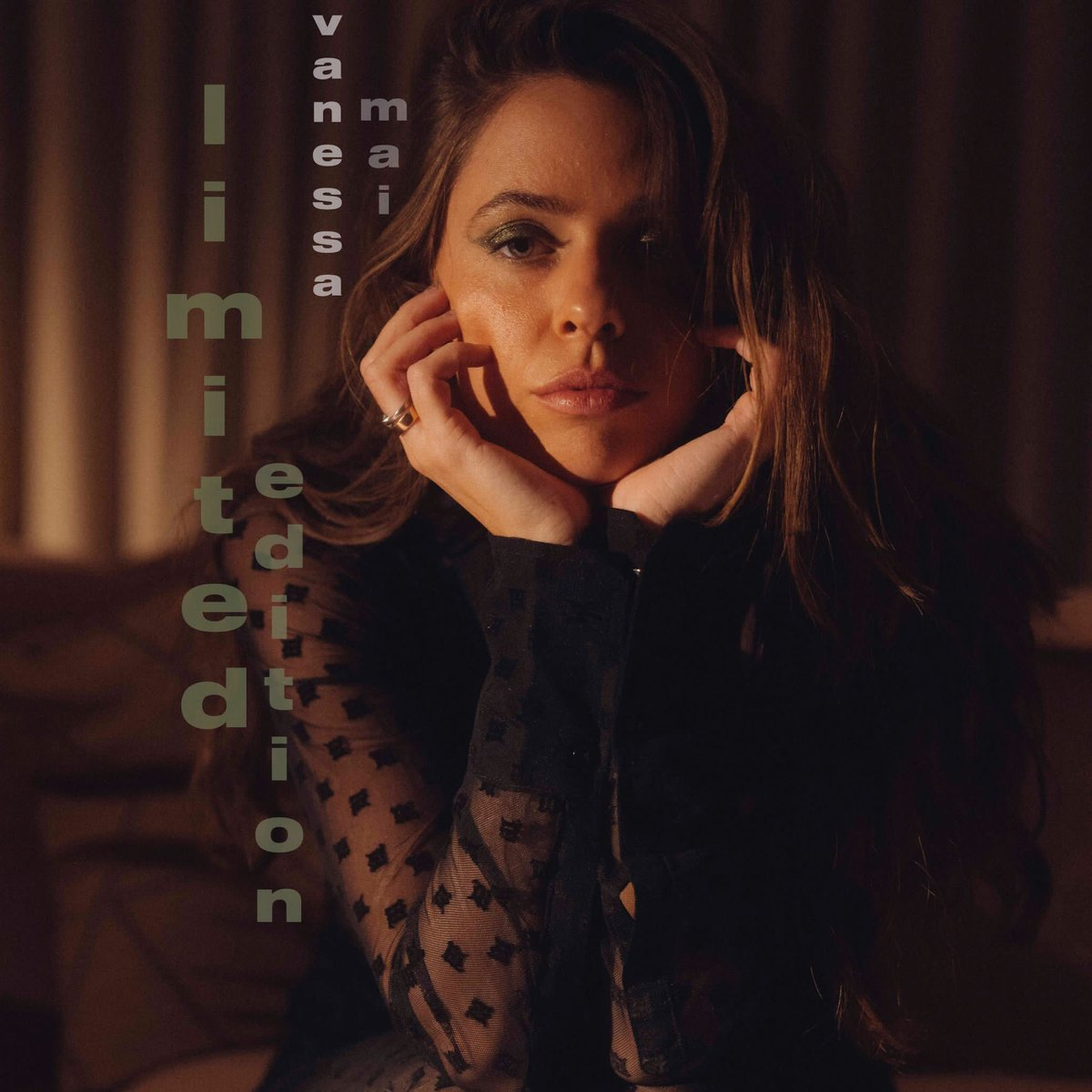
Limited Edition Frontcover
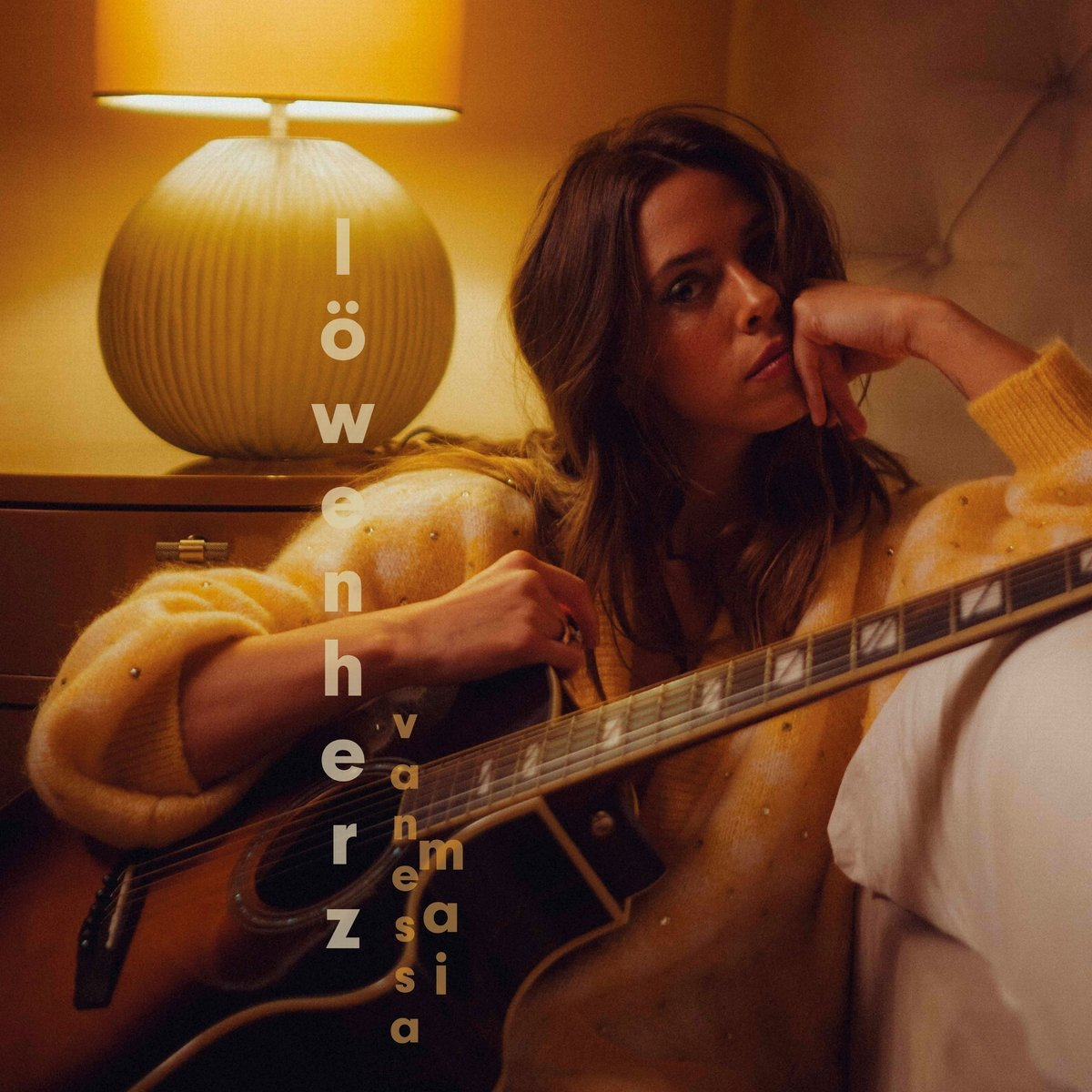
Löwenherz Frontcover
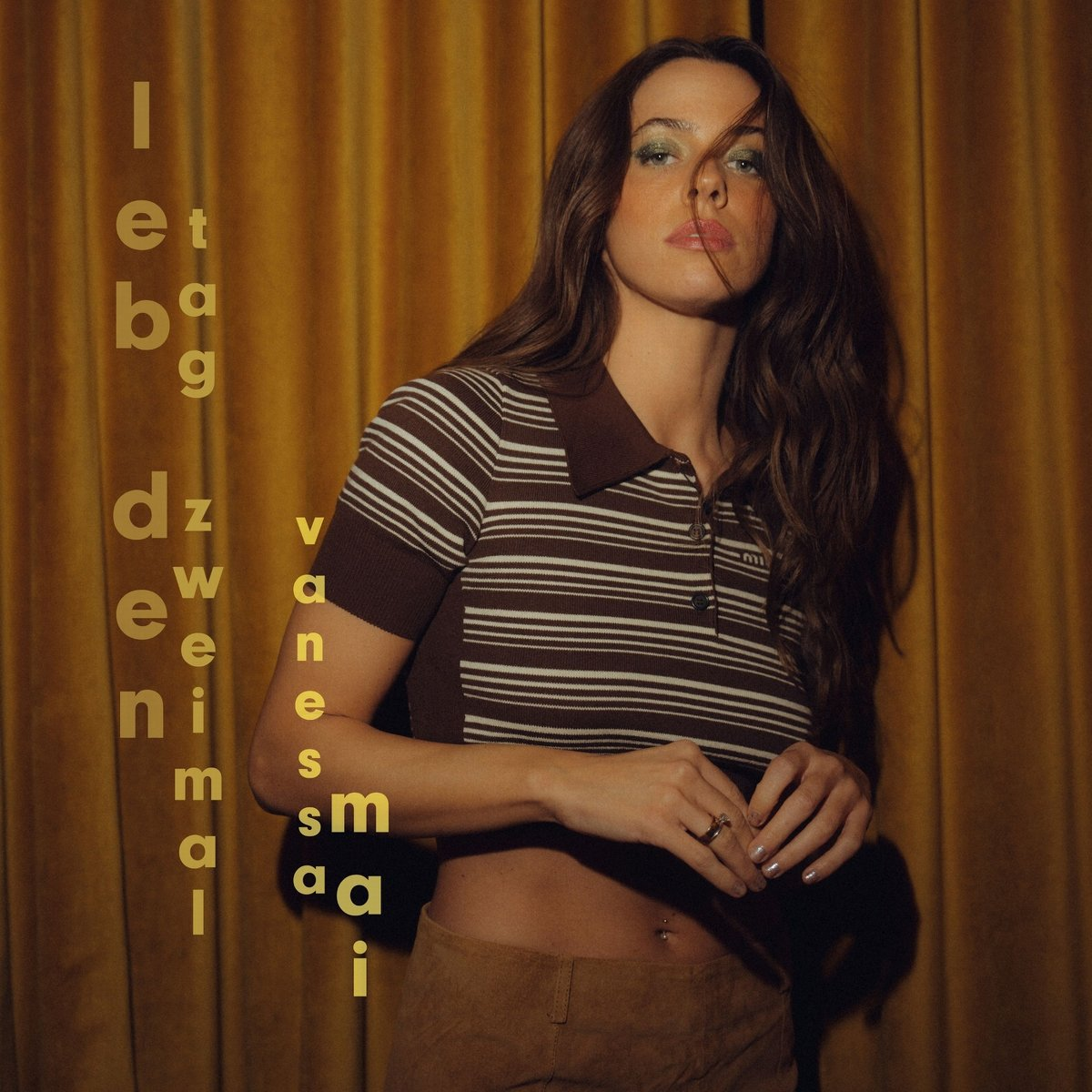
Leb den Tag zweimal Frontcover
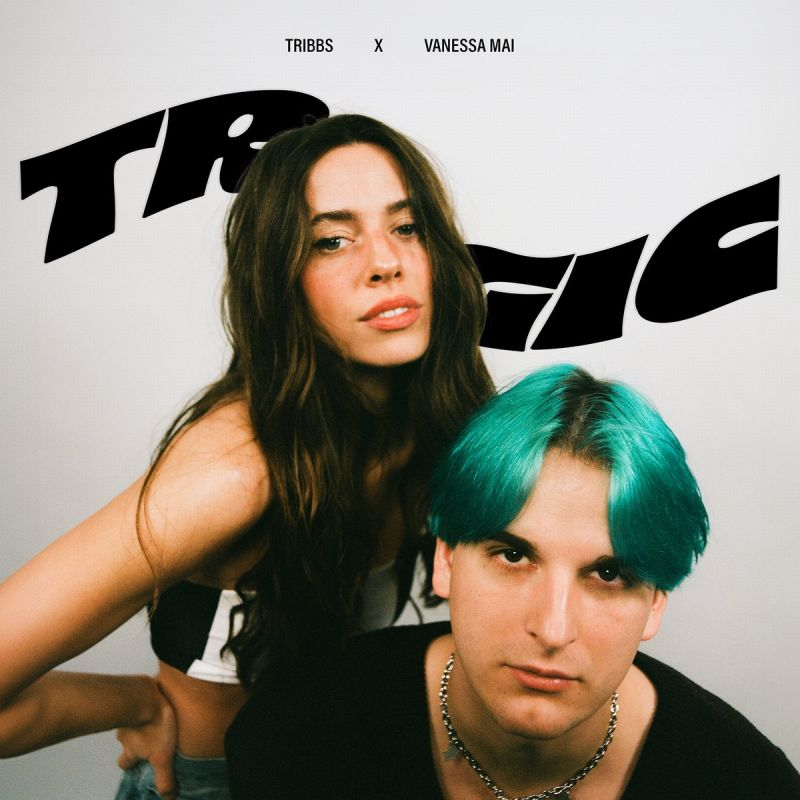
Tragic (Never Let Go) Frontcover
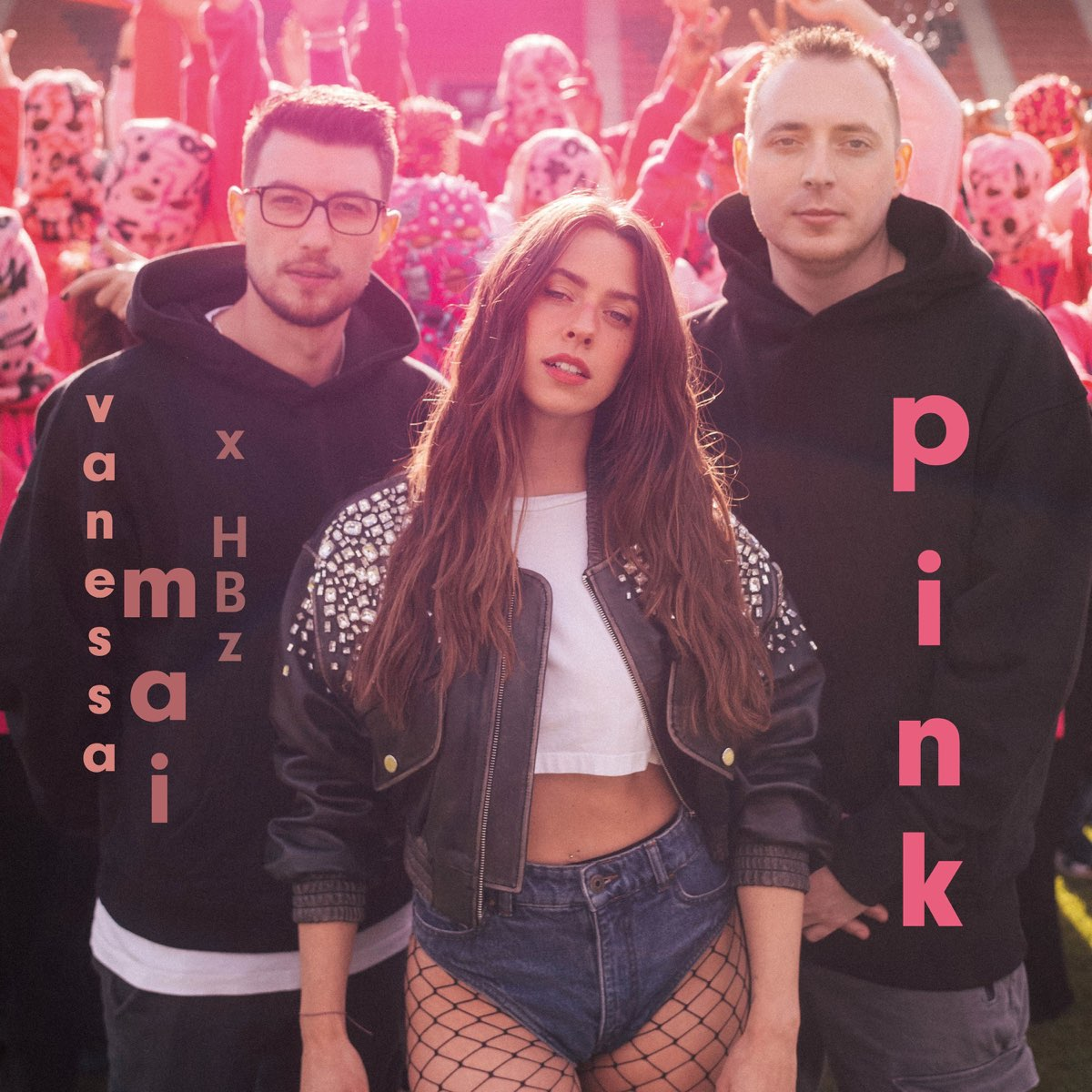
Pink Frontcover

## Mitwirkende
Albumproduktion
- Florian Apfl: Komposition (Lieder: 1, 4–5, 8), Liedtext (Lieder: 1, 4–5, 8), Musikproduktion (Lieder: 1–12)
- Megan Ashworth: Komposition (Lieder: 4–5, 8), Liedtext (Lieder: 4–5, 8)
- Berislaw Audenaerd: Komposition (Lieder: 2, 7, 10), Liedtext (Lieder: 2, 7, 10)
- Vivien Behr: Komposition (Lieder: 2–3, 11), Liedtext (Lieder: 2–3, 11)
- Niklas Brüsewitz: Komposition (Lied 11), Liedtext (Lied 11)
- Matthias Distel (Ikke Hüftgold): Komposition (Lieder: 1–3, 6, 9–10, 12), Liedtext (Lieder: 1–3, 6, 9–10, 12), Musikproduktion (Lieder: 2–5, 6–7, 10–12)
- Stephan Endemann: Komposition (Lieder: 6, 10–12), Liedtext (Lieder: 6, 10–12), Musikproduktion (Lieder: 6–7, 10–12)
- Steven Fritsch: Komposition (Lieder: 7, 11), Liedtext (Lieder: 7, 11)
- Ashley Hicklin: Komposition (Lied 13), Liedtext (Lied 13)
- Dominik de Leon: Komposition (Lieder: 1–3, 6, 9–10, 12), Liedtext (Lieder: 1–3, 6, 9–10, 12), Musikproduktion (Lieder: 1–8, 10–12)
- Patrick Liegl (Patrick Gold): Komposition (Lieder: 1, 4–5, 8–9), Liedtext (Lieder: 1, 4–5, 8–9), Musikproduktion (Lieder: 1, 4–5, 8–9)
- Vanessa Mai: Gesang (Lieder: 1–13)
- Malin Metten: Komposition (Lieder: 1, 6), Liedtext (Lieder: 1, 6)
- Lucie Paradis: Komposition (Lied 1), Liedtext (Lied 1)
- Nicolai Schanz: Komposition (Lied 11), Liedtext (Lied 11)
- Nils Schedler: Komposition (Lied 11), Liedtext (Lied 11)
- Hannes Sigl: Komposition (Lieder: 7, 11), Liedtext (Lieder: 7, 11)
- Jan Niklas Simonsen: Komposition (Lieder: 3, 7, 11–12), Liedtext (Lieder: 3, 7, 11–12)
- Mikołaj Trybulec (Tribbs): Komposition (Lied 13), Liedtext (Lied 13), Musikproduktion (Lied 13)
- Vanessa Ulmer (Nessi): Komposition (Lied 9), Liedtext (Lied 9)
- David Wessel (Mashup-Germany): Komposition (Lied 11), Liedtext (Lied 11)

Visualisierung (Cover)
- Paul Hüttemann: Fotografie

Unternehmen
- AFM Publishing: Musikverlag (Lied 8)
- Ariola: Musiklabel (Lieder: 1–13)
- BMG Rights Management: Musikverlag (Lieder: 1, 4–5)
- Guesstimate Publishing: Musikverlag (Lieder: 1, 4–5)
- Edition Intro Meisel: Musikverlag (Lied 1)
- Edition Madnesstic: Musikverlag (Lied 11)
- Edition Summerfield Tunes: Musikverlag (Lieder: 2–3, 6, 9–10, 12)
- Edition Team Belgien: Musikverlag (Lied 7)
- Keine Faxen Publishing: Musikverlag (Lied 1)
- Das Maschine: Musikverlag (Lieder: 7, 11)
- OneTwoFour Publishing: Musikverlag (Lied 8)
- Rudi Schedler Musikverlag: Musikverlag (Lied 8)
- Sony Music Entertainment/Publishing: Musikverlag (Lied 7), Vertrieb (Lieder: 1–13)
- Universal Music Publishing: Musikverlag (Lieder: 3–5, 7, 11)
- We Publish Music: Musikverlag (Lieder: 3, 7, 11)

## Rezeption

### Rezensionen
Mirco Clapier von Deine Schlagerwelt ist der Meinung, dass das Album keine Grenzen kenne. Es biete eine musikalische Reise voller Energie, Emotionen und unbegrenzter Möglichkeiten. Nachdem Mai mit Metamorphose (August 2022) einen bedeutenden künstlerischen Wandel durchlebt habe, präsentiere sie nun eine Arbeit, die ihre facettenreiche Entwicklung weiter vertiefe. „Matrix“ entführe die Fans in eine Welt, die zwar nicht greifbar, aber voller unbegrenzter Möglichkeiten sei. Einer der herausragenden Titel sei nach Meinung von Clapier das Stück Pink. Dies sei eine „echte Partyhymne“, die mit viel BPM, Bass und Blitzlicht daherkomme. Mai kreiere musikalisch eine Welt, die ganz nach seinem Geschmack sei – lebhaft und energiegeladen. Mit Matrix bestätige Mai erneut, dass sie eine der relevantesten und vielseitigsten Künstlerinnen Deutschlands sei. Das Album zeige ihre Fähigkeit, kontinuierlich zu wachsen und sich musikalisch weiterzuentwickeln, während sie gleichzeitig ihre Fans auf eine spannende, emotionale und musikalische Reise mitnimme. Mai bleibe eine kraftvolle Stimme in der Musikwelt, die ihre Fans immer wieder mit ihrer Authentizität, Leidenschaft und ihren überzeugenden musikalischen Erzählungen begeistere.
Dominik Lippe von laut.de vergab zwei von fünf Sternen für das Album und findet, dass die neue Produktion den gefälligen Stillstand von Metamorphose aufbreche. Wir lieben das komme zunächst im NDW-Gewand daher, bevor es im Refrain in Sichtweite die Balearen umkreise. Nicht von dieser Erde versuche sich an Dancemusik inklusive einer Hommage an Alice DeeJay. Jalousie treibe vom Popschlager zum Eurodance-Refrain. Löwenherz dürfe der von Summerfield produzierte Titel sein, der am ehesten in die Schublade für handgemachte Musik passe und Limited Edition bilde dazu das plakative Gegenstück mit Club-Szenario. Den kleinen Wagnissen auf produktioneller Ebene setze Mai marktkonforme Texte entgegen. Leb den Tag zweimal funktioniere vordergründig als Hedonismus-Hymne, doch mit seinem Jogging-Rhythmus sei es gleichermaßen für selbsterklärte Leistungsträger beim Frühsport nutzbar. Mehr noch als bislang ziele Mai mit Matrix auf junge Menschen, die an der pubertären Pforte anklopfen würden. Letztendlich lasse sich Matrix auf der musikalischen Seite als vorsichtige Weiterentwicklung verbuchen. Die große Schlager-Geste beschränke sich auf Unser Moment und der befürchtete Igel-Wahnsinn briche sich nur Bahn, wenn die aus Finchs Dorfdisko bekannten HBz (Pink) oder Tribbs (Tragic (Never Let Go)) ins Spiel kämen. Auf der lyrischen Seite verbleibe sie eine sympathische Hülle, die sich nach Zielgruppenanalysen ausrichte, statt eben dieses Publikum auch nur minimal herauszufordern. Womöglich wäre das ja schon zu viel verlangt von einer Popschlager-Sängerin.

### Chartplatzierungen
Matrix stieg am 10. Mai 2024 auf Rang sieben der deutschen Albumcharts ein. Darüber hinaus belegte das Album Rang drei der deutschen deutschsprachigen Albumcharts, hinter Forever Jan – 25 Jahre Jan Delay (Jan Delay) und dem Spitzenreiter Nach Haus (Reinhard Mey) sowie Rang 17 der Downloadcharts. In Österreich stieg das Album am 14. Mai 2024 auf Rang 22 und der Schweiz am 12. Mai 2024 auf Rang 37 ein.
Das Album avancierte für Mai je zum zehnten Chartalbum in Deutschland, Österreich und der Schweiz sowie zum neunten Top-10-Album in Folge in Deutschland.
| ChartsChartplatzierungen | Höchstplatzierung | Wochen |
| ------------------------ | ----------------- | ------ |
| Deutschland (GfK)        | 7 (1 Wo.)         | 1      |
| Österreich (Ö3)          | 22 (1 Wo.)        | 1      |
| Schweiz (IFPI)           | 37 (1 Wo.)        | 1      |